# 아슴 귄뒤즈
아슴 귄뒤즈(튀르키예어: Asım Gündüz, 1880년 ~ 1970년 1월)는 튀르키예의 군인이다. 오스만 제국 육군, 터키 육군 장교로 복무했으며 제2차 세계 대전 시기에는 터키군 참모총장을 역임한 페브지 차크마크의 보좌관 역할을 맡았다.